# Zeespinnen
Zeespinnen (Pycnogonida) vormen een klasse van kleine geleedpotige dieren uit de onderstam Chelicerata. Er zijn ongeveer 1160 moderne soorten beschreven. Zeespinnen komen wereldwijd voor en leven zonder uitzondering in zee. Veel soorten komen op grote diepte voor, vooral in gematigde en koude zeeën.
Zeespinnen hebben een aparte lichaamsbouw waarbij verschillende organen zoals de maag en de darmen deels in de poten zijn geborgen. De meeste zeespinnen hebben vier paar poten, maar er zijn ook soorten die meer potenparen bezitten. Ze kunnen niet zwemmen en bewegen zich traag. De mannetjes hebben speciale poten die zijn aangepast om de eieren te dragen. De mannetjes blijven kleiner dan de vrouwtjes.
De meeste soorten bereiken een spanwijdte van enkele millimeters zoals de soorten uit het geslacht Austrodecus. De grootste soorten hebben een spanwijdte die kan oplopen tot ongeveer 70 centimeter, zoals de diepzee bewonende Colossendeis colossea. Het lichaam van deze soort is echter niet langer dan 3 tot 5 centimeter.
Zeespinnen zijn een vrij onbekende groep van dieren waarover nog veel onduidelijk is. Ze werden vroeger tot de kreeftachtigen gerekend en later tot de spinnen maar worden tegenwoordig op basis van nieuwe inzichten tot een aparte klasse van dieren gerekend. De meeste zeespinnen zijn carnivoor; ze voeden zich met kleine bloemdieren, schelpdieren en mosdiertjes. Er zijn ook plantenetende en aasetende soorten bekend.

## Lichaamsbouw
Zeespinnen danken hun naam aan het lichaam dat uit twee delen bestaat en meestal vier paar poten draagt, waardoor ze een oppervlakkige gelijkenis vertonen met de op het land levende 'echte' spinnen (Araneae). Ook hebben zeespinnen tangachtige kaken, vergelijkbaar met de cheliceren van spinnen. Hier houdt de gelijkenis echter op, omdat zeespinnen een verder totaal andere lichaamsbouw hebben, zowel uiterlijk als inwendig. Het lichaam is sterk versmolten met de poten en het achterlijf is zo klein dat de voorzijde vaak moeilijk van de achterzijde is te onderscheiden. Aan het kopborststuk zitten vier paar poten en er hangt een naar voren gerichte zuigsnuit. Hiermee zuigt het dier voedsel op.

### Kopborststuk

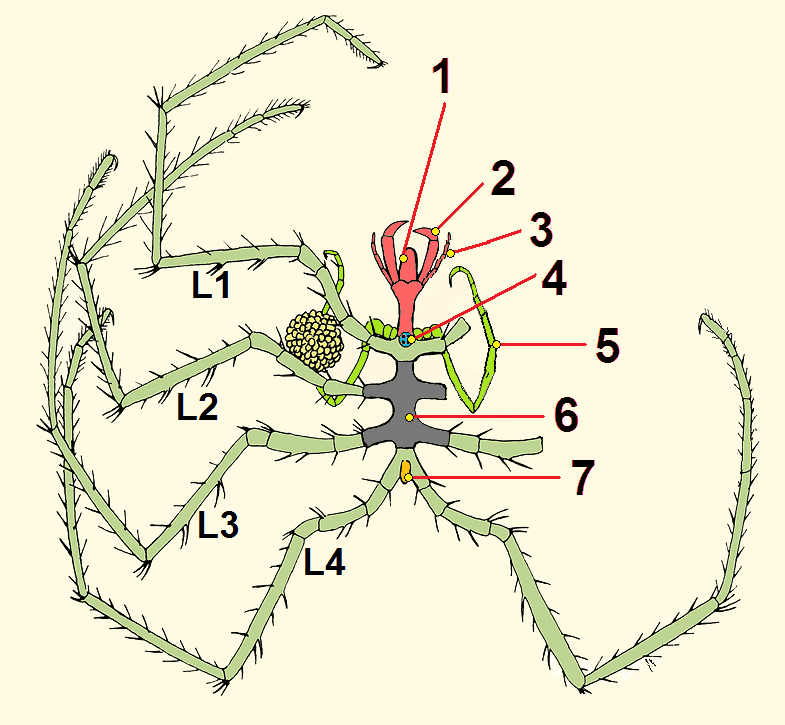
Lichaamsdelen van de zeespin, hier de rode zeespin (Nymphon rubrum). De cijfers worden in de tekst verklaard.

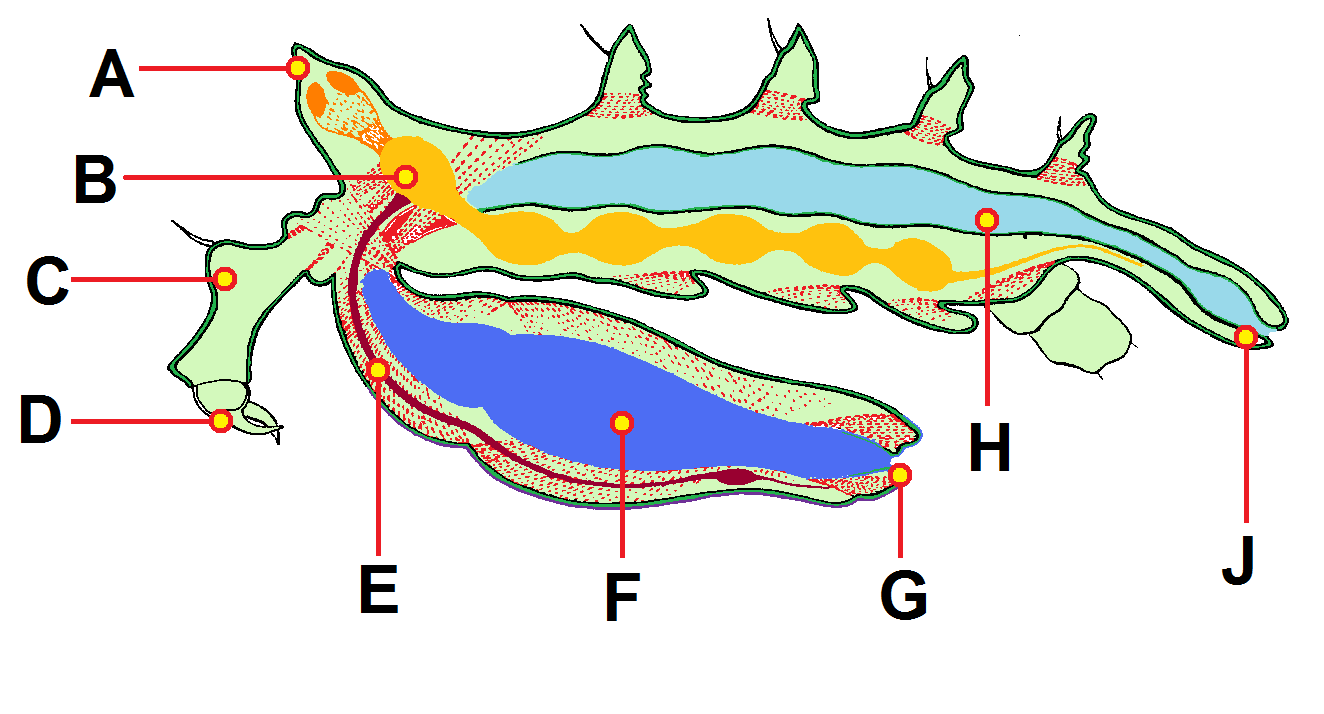
Lengtedoorsnede met orgaanstructuren.

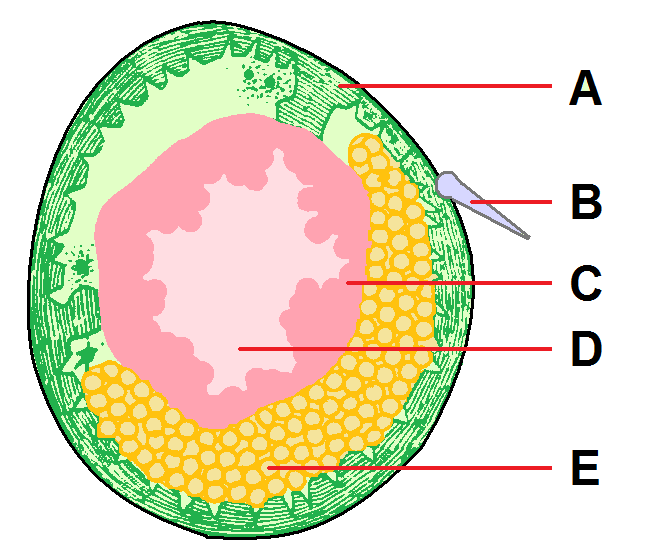
Doorsnede van een looppoot van een zeespin.

Zeespinnen hebben geen als zodanig te herkennen kop. Deze is versmolten met het borststuk; zie ook verderop. Het voorste deel van het kopborststuk draagt een enkelvoudige buisachtige zuigsnuit die de slurf of proboscis (1) wordt genoemd. Daarnaast draagt de kop verschillende gepaarde aanhangsels zoals de tangachtige kaken of cheliceren (2) en ten slotte gepaarde tastorganen die palpen (3) worden genoemd. Aan de bovenzijde van het kopborststuk is de oogheuvel (4) aanwezig, dit is een verhoogd deel dat vier simpele ogen bevat. Deze zogenaamde lensogen zijn slecht ontwikkeld en zeespinnen kunnen hierdoor niet goed zien.
De afgebeelde soort heeft vier paar looppoten (L1 t/m L4). Mannetjes hebben vaak een extra paar aanhangsels aan de kop. De palpen van zeespinnen hebben een tastzintuiglijke functie en dienen om voedsel op te sporen. Bij sommige soorten, zoals de in Nederland gevonden Pycnogonum littorale, ontbreken dergelijke kopaanhangsels.
Zeespinnen hebben organen die vergelijkbaar zijn met andere geleedpotigen. Het eigenlijke lichaam bestaat uit twee delen: een kopborststuk of prosoma (6) en een zeer klein achterlijf of opisthosoma (7). Opvallend zijn de ovigeren of eierdragers (5) van de mannetjes, waarvan in de afbeelding voor het overzicht alleen de linker een eipakket draagt. In de praktijk dragen beide ovigeren een eipakket. Het achterlijf, dat bij veel andere geleedpotigen de organen draagt, is vrijwel volledig gedegenereerd en zichtbaar als een kleine, knopvormige tot stekelachtige uitstulping aan de achterzijde van het lijf. Het heeft bij zeespinnen geen functie. Het kopborststuk van de zeespin is het verbindingsdeel tussen de poten; het is net groot genoeg om de poten bijeen te houden.
De bovenzijde van de kop draagt de gewelfde oogheuvel (A), de oogzenuwen staan in verbinding met het langwerpige centrale zenuwstelsel (B). De kop bestaat verder uit een verhard, langwerpig deel (C) en draagt aan het uiteinde twee kleine tangachtige kaken (D). Deze staan soms op gelede uitsteeksels, zodat ze op kleine scharen lijken, zoals die van een krab. Zeespinnen hebben een verlengde zuigsnuit die een ader (E) en een holte (F) bevat waarin het voedsel wordt opgezogen door de slurfopening (G). Het spijsverteringsstelsel begint bij veel soorten uit de zuigsnuit, die een functie heeft als voorloper van de mond. Het voedsel komt vervolgens in het darmstelsel (H) terecht, wat deels in de poten is opgeborgen. Aan de achterzijde van het lichaam verlaat het verteerde voedsel het lichaam door de anus (J). De eigenlijke monddelen van de zeespin zijn gepositioneerd aan de basis van de slurf. De zuigsnuit is gelegen aan de onderzijde van de kop. Een aantal zeespinnen heeft een relatief grote zuigsnuit, de kaken zijn bij dergelijke soorten klein. Andere zeespinnen hebben juist grote kaken, waarbij de zuigsnuit slecht is ontwikkeld en nauwelijks zichtbaar is. Bij dergelijke soorten is de voorzijde moeilijk van de achterzijde te onderscheiden.

### Poten
Hoewel de meeste zeespinnen vier paar poten hebben, is dit niet bij alle soorten het geval. De larve van een zeespin heeft altijd drie paar poten en naarmate het dier ouder wordt komen er meer potenparen bij. Een eigenaardigheid van zeespinnen is het voorkomen van zogenaamde polypodische soorten; dit zijn zeespinnen met meer dan vier paar looppoten. Bepaalde soorten hebben vijf paar (pentapycnon) of zes paar (sexanymphon) looppoten. Dit is een uniek verschijnsel binnen de geleedpotigen. Alle andere groepen hebben namelijk steeds een vast aantal poten zoals de insecten (zes), de spinachtigen (acht) of de kreeftachtigen (tien).
Er zijn vier soorten zeespinnen bekend die vijf paar poten hebben en twee soorten die zes paar poten ontwikkelen.
Zeespinnen zijn een van de weinige dieren die geen echt lichaam bezitten. Het lichaam is in de loop der evolutie vrijwel geheel samengesmolten met de poten. Belangrijke organen van de zeespin, zoals de geslachtsorganen, bevinden zich deels in de vaak zeer lange en dunne poten. Ook delen van het maag-darmstelsel zijn in de poten opgeborgen, wat bij geen enkele andere diergroep voorkomt. De poten van een zeespin zijn duidelijk geleed en zijn relatief lang. De poten eindigen in kleine klauwtjes die gehaakt zijn voor een betere grip op de ondergrond.
De geslachtsorganen bevinden zich deels in de poten, ook de genitale porie of geslachtsopening bevindt zich in de poot. Van een in 1990 ontdekte soort is bekend dat de mannetjes op elke poot een dergelijke geslachtsopening hebben. Op de afbeelding rechts is een doorsnede van een looppoot te zien, met het verharde pootomhulsel (A), een tasthaar (B) orgaanweefsel (C) de ingewanden (D) en de geslachtscellen (E).
Een aantal soorten draagt zogenaamde ovigeren, en dan alleen de mannetjes. De ovigeren zijn verkleinde, aangepaste looppoten die dienen om de eierzakken te dragen. De ovigeren zijn gelede, poot-achtige aanhangsels die een functie hebben als eierdragers. De ovigeren zijn ontstaan uit de looppoten, wat te zien is aan de plaatsing aan de bovenzijde van het lichaam. Zeespinnen zijn niet de enige zeedieren waarbij de mannetjes voor de eieren zorgen, dit komt onder andere ook voor bij de zeepaardjes.

## Levenswijze
De levenswijze van veel zeespinnen is nog grotendeels onbekend. Slechts van een aantal soorten zijn enige feiten bekend betreffende de voortplanting en de voedselgewoonten. Ook het dag- en nachtritme en de habitat van de meeste zeespinnen is nog onbekend, evenals de manier waarop ze zich verspreiden. Van enkele soorten is bekend dat ze zich op kwallen hechten en zo grote afstanden kunnen afleggen. Veel soorten zeespinnen zijn waarschijnlijk nog niet ontdekt.

### Voedsel
Zeespinnen worden over het algemeen beschouwd als alleseters. Van sommige soorten is bekend dat ze van plantaardig of dood materiaal leven zoals algen en aas leven, de meeste soorten zijn echter carnivoor. Ze eten holtedieren, borstelwormen, zeenaaktslakken, zeeanemonen, poliepen en mosdiertjes. Van een deel van de zeespinnen is de levenswijze nog geheel onbekend, inclusief hun voedselbehoefte. Van de soorten waarvan het menu wel bekend is, worden vooral dierlijke prooien beschreven, zoals de soort Pycnogonum littorale, die leeft van zeeanemonen en in het bijzonder de zeeanjelier (Metridium senile). De zeespin prikt zijn zuigsnuit in de anemoon en zuigt de lichaamssappen van het neteldier uit. De anemoon wordt hierbij niet noodzakelijk gedood: zodra de zeespin verzadigd is wordt de zuigsnuit weer teruggetrokken.
Van één soort is bekend dat hij parasiteert in tweekleppigen.

### Voortplanting en ontwikkeling

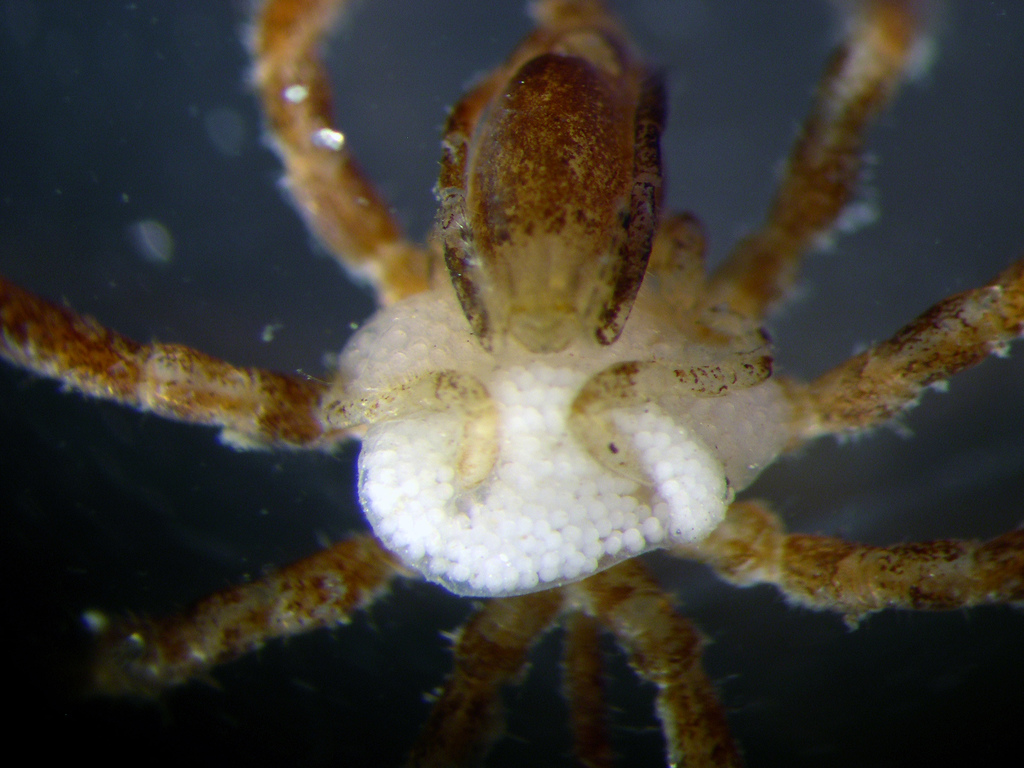
Bij de zeespinnen dragen de mannetjes de eieren met speciale poten, afgebeeld is de buikzijde van een onbekende soort.

De mannetjes en vrouwtjes zoeken elkaar op in de voortplantingstijd, waarbij de poten elkaar omstrengelen. Hoe de bevruchting precies plaatsvindt is bij veel soorten nog niet bekend. Zeespinnen zijn zonder uitzondering eierleggend, de vrouwtjes scheiden de eieren af door een opening in de poot. De bevruchting is uitwendig, de eieren worden bij veel soorten na de fertilisatie naar speciale poten van de mannetjes verplaatst. Deze poten worden de ovigeren genoemd en zijn omgebouwde looppoten die dienen om de eieren onder het lichaam te bergen. Zo worden ze beschermd en de embryo's worden daarnaast schoongehouden en van zuurstof voorzien door de vader.
De larven van de zeespin worden de protonimfen genoemd. Ze leven vaak van de lichaamssappen van zeeanemonen, hydroïdpoliepen en andere zeedieren. Ze zijn echter niet mobiel zoals de volwassen dieren die zich van de ene naar de andere prooi bewegen maar blijven op een vaste gastheer en zijn te beschouwen als parasiet. Net als andere geleedpotigen hebben zeespinnen een hard exoskelet en moeten ze steeds vervellen om te groeien. Bij veel andere ongewervelden vinden drie tot vier of vijf vervellingen plaats voordat de volwassenheid wordt bereikt maar zeespinnen vervellen gedurende het gehele leven. De meeste soorten hebben een levensverwachting van ongeveer een jaar.

## Verspreiding en habitat
Zeespinnen leven voornamelijk op de zeebodem en de hierop groeiende planten, koralen en mosdiertjes. Veel soorten zijn te vinden in rotsachtige omgevingen of met algen, zeeanemonen en andere planten begroeide delen waar ze naar voedsel zoeken. Sommige soorten vindt men daar in tegen ook onder stenen langs de kustlijn.
Ze komen in alle zeeën ter wereld voor, van de tropen tot het poolgebied.
Veel soorten leven in het getijdengebied en andere soorten zijn te vinden in diepe delen van de zee, tot een diepte van ongeveer 7000 meter.

## Naamgeving en taxonomie

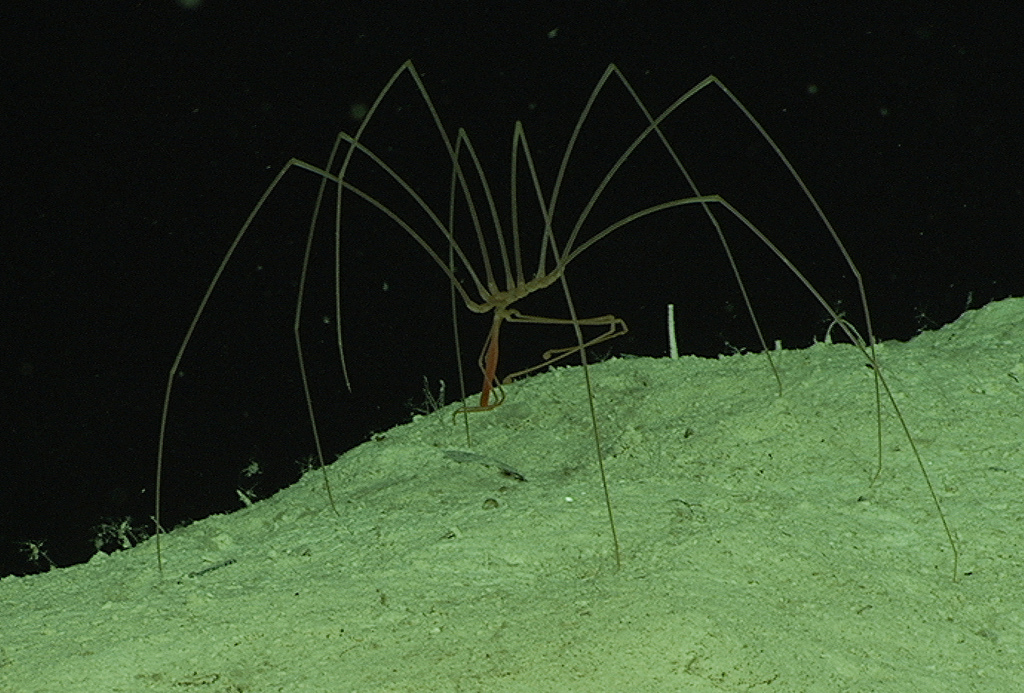
Een mannelijke zeespin van een onbekende soort op een diepte van 1960 meter. De poten en de (rode) slurfachtige mond zijn goed zichtbaar, ook de ovigeren (midden) en de palpen (midden-links) zijn duidelijk te zien.

Zeespinnen worden tegenwoordig tot een aparte klasse van dieren gerekend. De groep heeft in het verleden andere posities binnen het dierenrijk gehad waardoor de literatuur soms verouderd is. Zeespinnen werden vroeger tot de klasse kreeftachtigen (Crustacea) gerekend en later tot de onderstam spinnen (Araneae). Tegenwoordig wordt de groep beschouwd als een aparte klasse van dieren, de wetenschappelijke naam van de zeespinnen is Pycnogonida. Deze naam betekent letterlijk dik-knieïgen en is een samenvoeging van de Griekse woorden pyknos, dat 'dik' betekent en het woord gony, dat 'knie' betekent.
De Pycnogonida wordt tegenwoordig beschouwd als een klasse van dieren en is verdeeld in vier ordes, waarvan er drie zijn uitgestorven en alleen bekend zijn als fossiel. De oudste fossiele zeespin is bekend uit het Siluur en heeft een leeftijd van ongeveer 425 miljoen jaar. Daarnaast zijn er enkele recentere fossielen bekend uit het Jura en het Devoon. Fossielen van zeespinnen zijn uiterst zeldzaam: doordat de dunpotige diertjes zo fragiel zijn blijven ze zelden goed bewaard. De ontstaans- en ontwikkelingsgeschiedenis van de zeespinnen is daardoor grotendeels onbekend.
Uit het Devoon zijn de soorten Palaeoisopus problematicus, Palaeopantopus maucheri en Palaeothea devonica bekend uit Duitsland, in Zweden werd een juveniel van de soort Cambropycnogon klausmuelleri gevonden uit het Cambrium.
De enige nog levende vertegenwoordigers van de klasse Pycnogonida behoren tot de orde Pantopoda, waardoor deze orde een synoniem is voor alle moderne soorten. De wetenschappelijke namen Pantopoda en Pycnogonida worden hierdoor wel door elkaar gebruikt om de zeespinnen aan te duiden, hoewel ze niet dezelfde lading dekken. De Nederlandse naam zeespinnen wordt ook in andere talen gebruikt zoals het Engelse sea spiders en het Zweedse havsspindlar. In de Duitse taal worden ze Asselspinnen genoemd.
Zeespinnen zijn alleen indirect verwant aan de spinachtigen: samen met de degenkrabben behoren de zeespinnen en de spinachtigen tot de groep Gifkaakdragers (Chelicerata). Spinnen zijn echter wel uit in zee levende dieren ontstaan, de zeespinnen zijn waarschijnlijk vertegenwoordigers van een zeer oude vertakking van deze overgangsvorm.
Onderstaand een lijst van ordes en families van zeespinnen. Zowel de moderne als de uitgestorven groepen zijn opgenomen.
Klasse Pycnogonida
- Orde Pantopoda
- Orde † Nectopantopoda
- Orde † Palaeoisopoda
- Orde † Palaeopantopoda

De orde Pantopoda worden onderverdeeld in de volgende families:

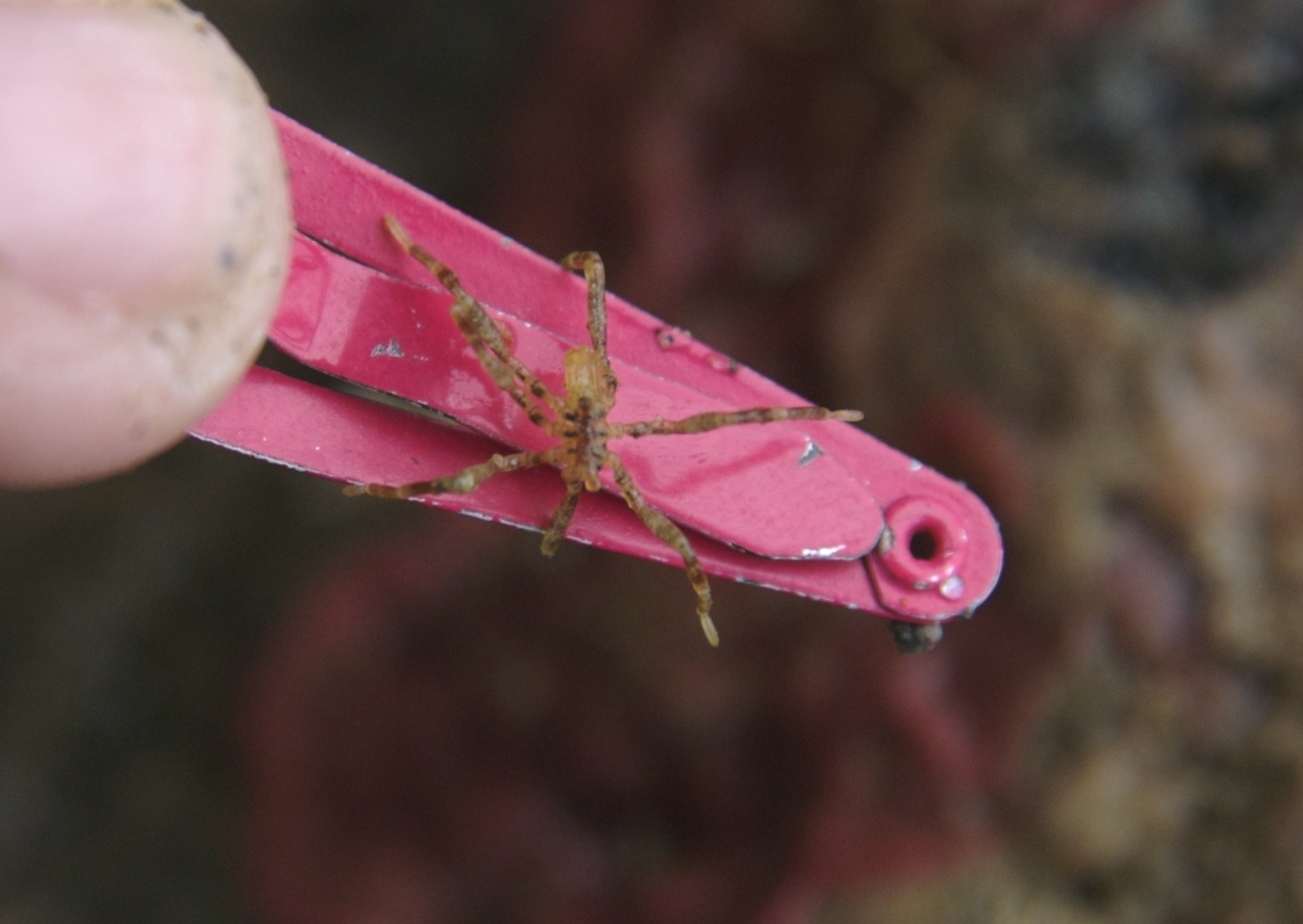
Zeespin uit Morro Bay, Californië.

- Familie Ammotheidae
- Familie Austrodecidae
- Familie Callipallenidae
- Familie Colossendeidae
- Familie Nymphonidae
- Familie Phoxichilidiidae
- Familie Pycnogonidae
- Familie Rhynchothoracidae
- Familie Endeididae

## Nederlandse en Belgische soorten

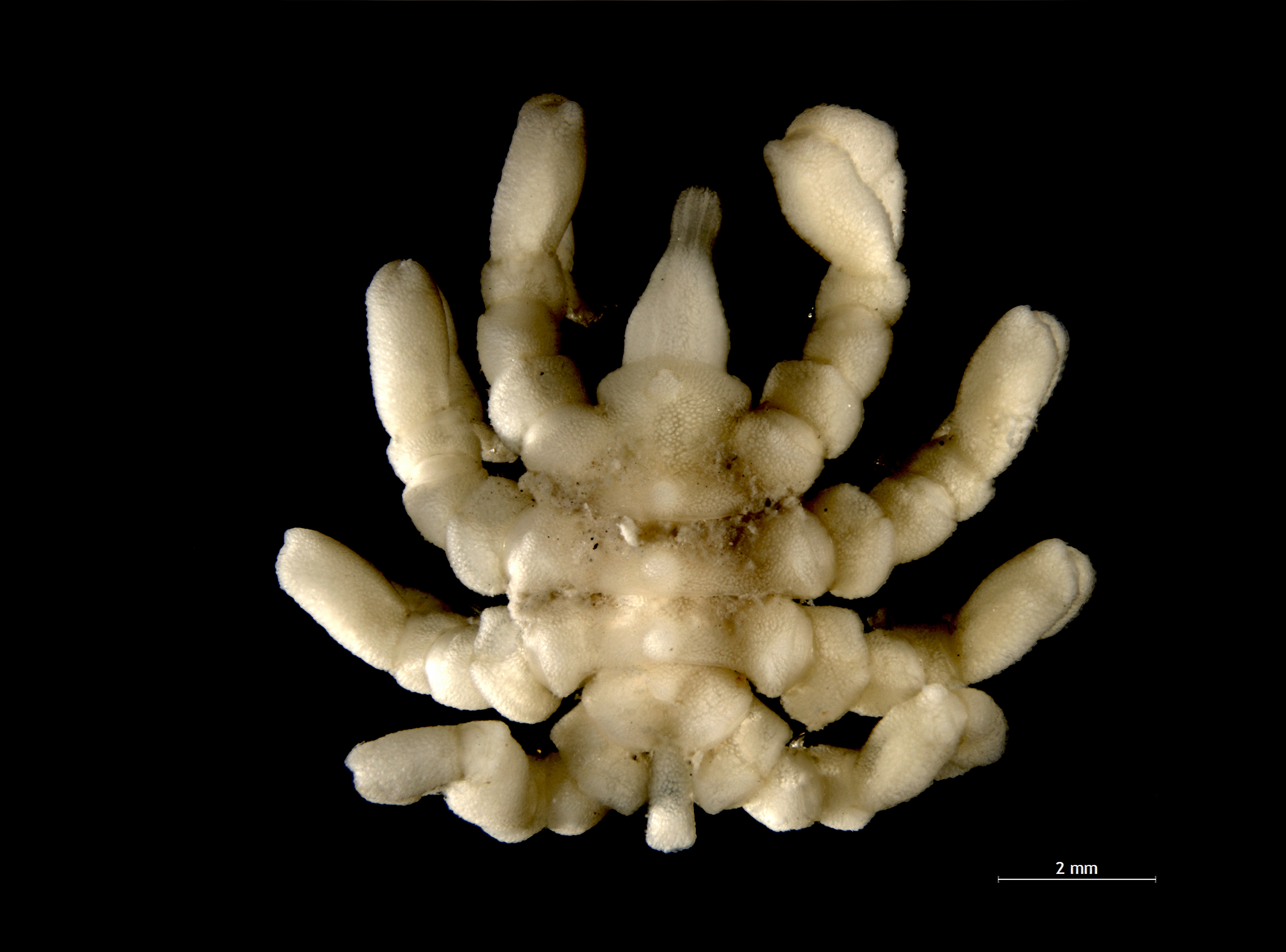
Het michelinmannetje komt ook voor langs de Belgische en Nederlandse kust.

Langs de Nederlandse en Belgische kust kunnen zeven verschillende zeespinnen worden aangetroffen, die behoren tot vijf families. Een wat bekendere soort is het michelinmannetje (Pycnogonum littorale), die zijn opmerkelijke Nederlandstalige naam dankt aan het sterk gedrongen lichaam en relatief korte poten in vergelijking met andere zeespinnen. Een andere in Nederland voorkomende soort is de rode zeespin (Nymphon rubrum). Deze soort wordt ongeveer even lang maar heeft veel dunnere poten.
Onderstaand een lijst van soorten die in Nederland voorkomen volgens het Nederlands Soortenregister.
- Familie Ammotheidae
  - Soort Stekelzeespin (Achelia echinata)
  - Soort Zebrazeespin (Ammothea hilgendorfi)
- Familie Callipallenidae
  - Soort Callipallene brevirostris
- Familie Slanke zeespinnen (Nymphonidae)
  - Soort Rode zeespin (Nymphon brevirostre)
  - Soort Sierlijke zeespin (Nymphon gracile)
- Familie Phoxichilidiidae
  - Soort Anoplodactylus petiolatus
  - Soort Anoplodactylus pygmaeus
  - Soort Phoxichilidium femoratum
- Familie Pycnogonidae
  - Soort Michelinmannetje (Pycnogonum littorale)